# 佐竹義生

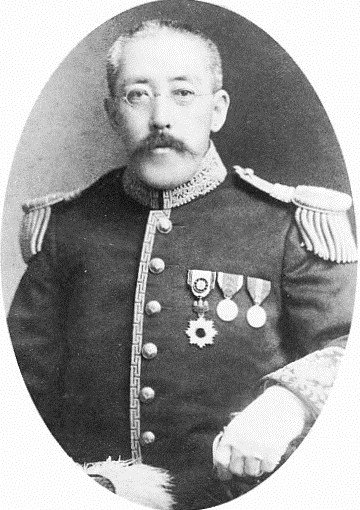
佐竹義生

佐竹 義生（さたけ よしなり、慶応3年7月7日〈1867年8月6日〉 - 大正4年〈1915年〉2月22日）は、明治時代の華族。佐竹義堯の次男。生母は大塚氏（側室）。佐竹宗家33代当主。爵位は侯爵。幼名、鈷丸。号は秋竹。

## 生涯
明治5年（1872年）10月14日、義兄佐竹義脩の養子となる。明治11年（1878年）1月、従五位を与えられる。その後、従二位まで昇る。明治14年（1881年）12月、父義堯の嫡子となる。明治15年（1882年）、学習院初等学科に入学する。明治17年（1884年）12月、父義堯の死去により、家督を相続する。明治25年（1892年）6月1日、満25歳に達し貴族院侯爵議員に就任。侯爵であることから、死亡するまで在職した。同年、久保田城の公園が秋田県へ移管された際に「千秋公園」と名づけた。明治30年に創立された秋田県育英会の総裁に就任した。田沢疏水事業にも尽力した。大正4年（1915年）2月21日に従二位に叙せられ、翌日に没した。家督は義春が継いだ。

## 家族
- 父・ 佐竹義堯
- 生母・ 大塚氏（側室）
- 姉・雅子 - 佐竹義脩正室
- 姉・鐶子 - 子爵佐竹義理正室[4]
- 妻・祚子 - 公爵徳大寺実則娘[4]
- 長男・佐竹義春（よしはる） - 岳父に公爵九条道実[4]
- 二男・佐竹義行（よしゆき）
- 四男・佐竹義通（よしみち） - 子爵佐竹義種養子[4]
- 五男・佐竹義勝（よしかつ） - 兄の佐竹義通養子[4]
- 六男・佐竹義心（よしのり）
- 長女・涼子
- 二女・静子 - 伊藤祐茲（伊藤次郎左衛門16代目）の妻
- 七男・松平忠宏（ただひろ） - 松平忠礼の甥・忠正の養子

## 栄典
位階
- 1896年（明治29年）12月21日 - 正四位[5]
- 1908年（明治41年）12月26日 - 正三位[6]

勲章等
- 1889年（明治22年）11月29日 - 大日本帝国憲法発布記念章[7]
- 1906年（明治39年）4月1日 - 勲四等旭日小綬章[8]